# Bristol Castle

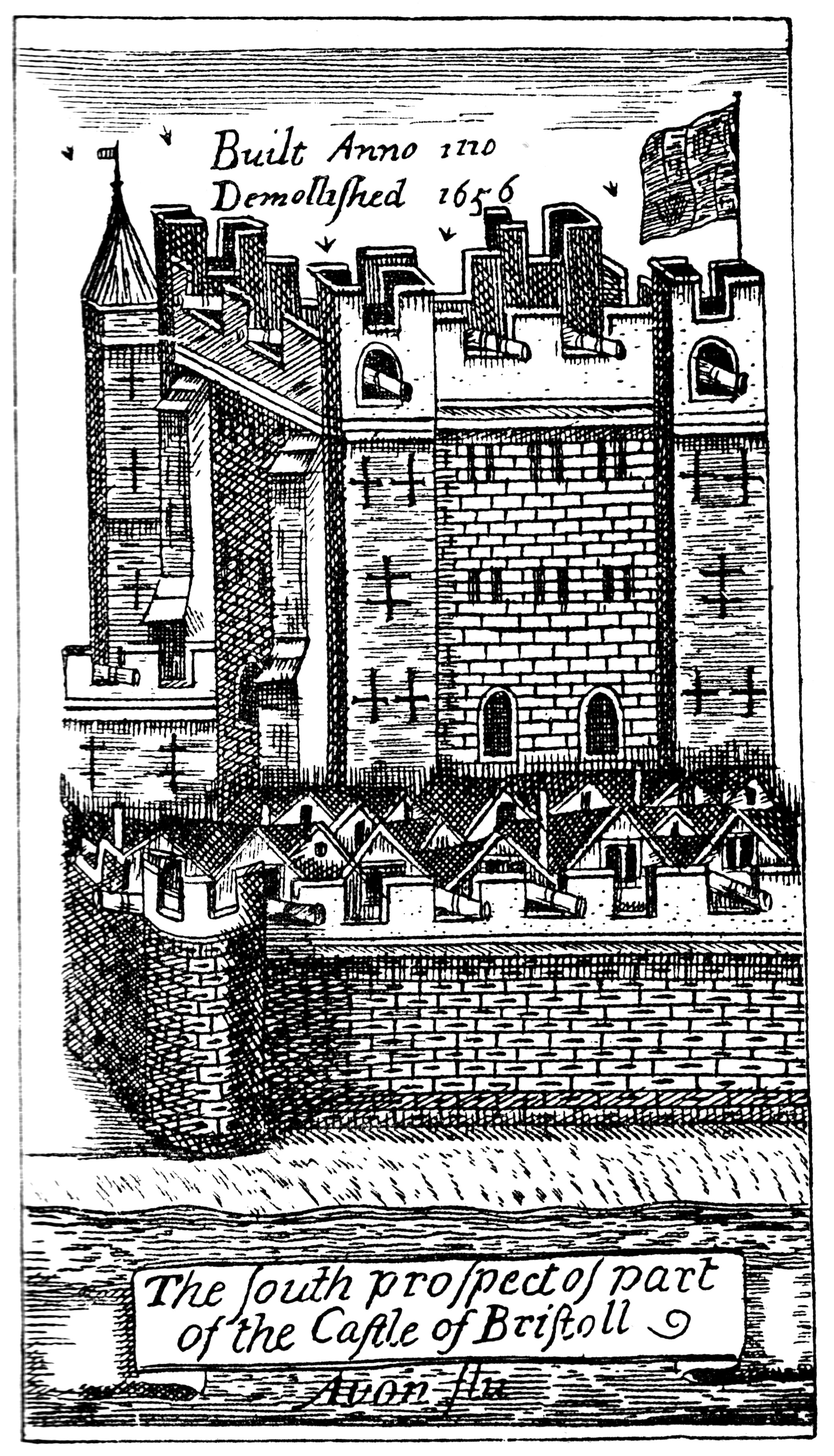
Bristol Castle von James Millerds Karte von Bristol 1673

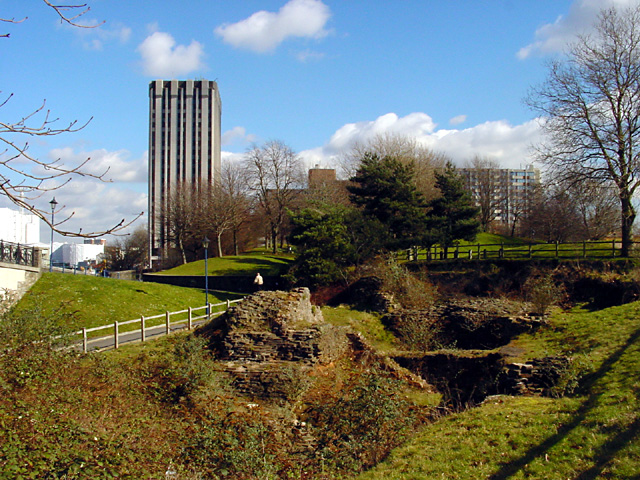
Überreste der Burg heute

Bristol Castle ist eine Burgruine aus normannischer Zeit in der englischen Stadt Bristol, Grafschaft Gloucestershire. Die Überreste, einschließlich des Ausfalltors, kann man heute im Castle Park sehen.

## Geschichte
Die erste Burg in Bristol war eine hölzerne Motte, die vermutlich auf Geheiß König Wilhelms des Eroberers, dem die Stadt Bristol gehörte, errichtet wurde. Einer von Wilhelms engsten Verbündeten, Geoffroy de Montbray, Bischof von Coutances, scheint in Vertretung Wilhelms die Kontrolle über die Burg übernommen zu haben. Im Domesday Book steht, dass er einen Teil des Einkommens des Königs vom Borough erhielt. Die Burg wird erstmals 1088 urkundlich erwähnt, als Geoffroy de Montbray sie als Basis für seine Rebellion gegen William Rufus nutzte.
Nach dem Triumph Williams verteilte er die englischen Ländereien der Rebellen unter seinen Gefolgsleuten neu. Darunter war auch Robert Fitzhamon, der ein großes Stück von Gloucestershire erhielt, einschließlich Bristol Castle. Seine älteste Tochter Mabel heiratete Robert, einen illegitimen Sohn von König Heinrich I. Nach dem Tod ihres Vaters 1107 gingen Ländereien und Titel von Gloucestershire auf Robert über. So wurde er als Robert of Gloucester bekannt.
Damals wurde die erste Welle normannischer Holzburgen durch steinerne Burgen ersetzt. Bristol Castle war ein schönes Beispiel hierfür; es erhielt eine Kurtine und einen Donjon. Es scheint, dass Robert of Gloucester dafür verantwortlich war. Die neue Burg wurde auf einem strategischen Standort an der Ostseite der Stadt, zwischen den Flüssen Avon und Frome, errichtet. Der Frome wurde teilweise umgeleitet, um den Burggraben zu füllen.

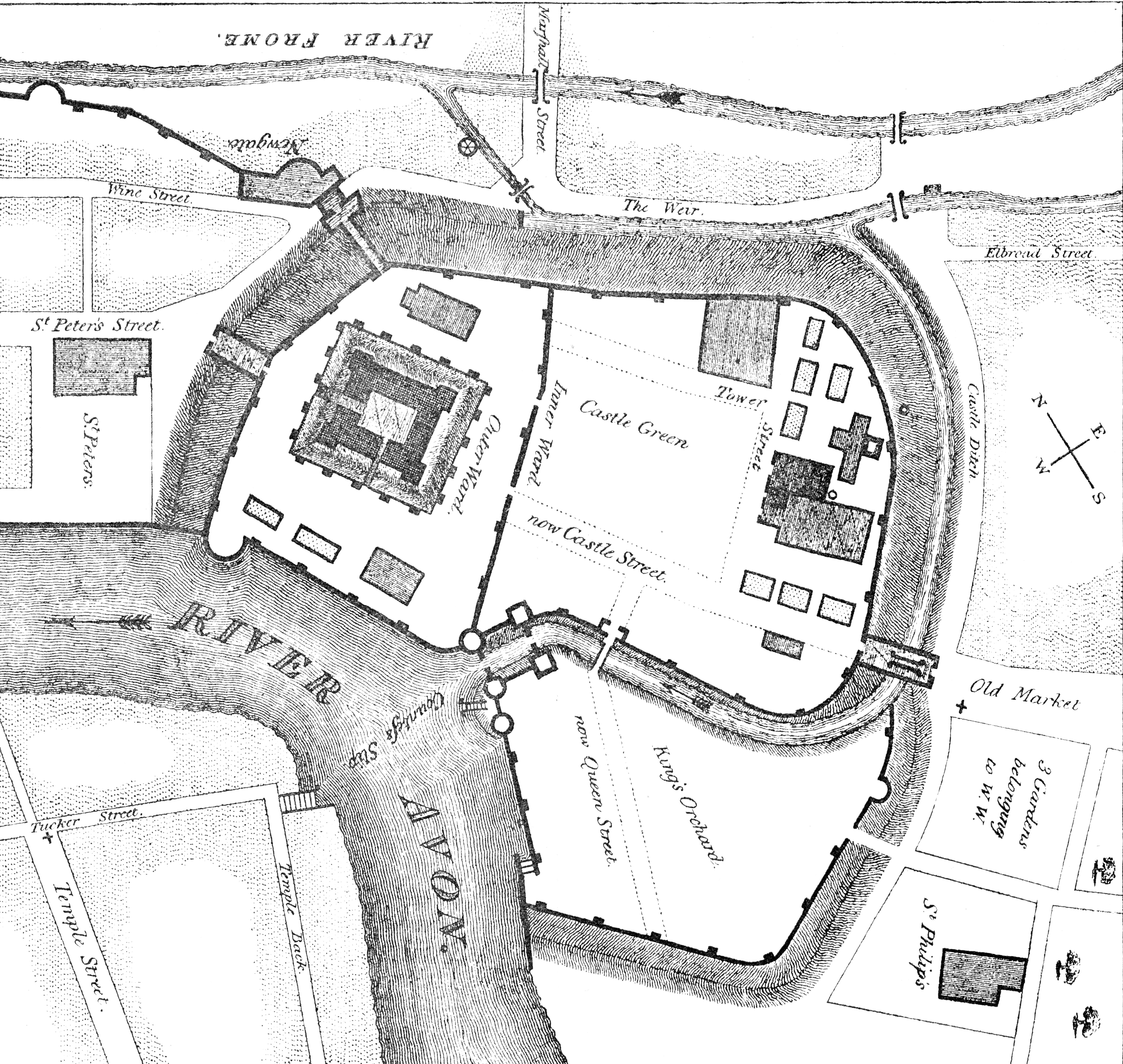
Grundriss von Bristol Castle

Die Festung sollte eine Schlüsselrolle in den Bürgerkriegen spielen, die dem Tod König Heinrichs I. folgten. Heinrichs einziger legitimer Sohn William ertrank 1120, und so erklärte Heinrich seine einzige legitime Tochter Matilda zu seiner Erbin. Aber ihr Vetter Stephan von Blois usurpierte nach Heinrichs Tod 1135 den Thron Englands. Matildas Halbbruder Robert of Gloucester wurde zu ihrer rechten Hand – dem Kommandeur ihrer Truppen. Die Rebellen eilten zu seiner Burg in Bristol.
Stephan ließ Bristol 1138 auskundschaften, entschied dann aber, dass die Stadt uneinnehmbar sei. Ein Chronist schrieb: „Auf der einen Seite, wo sie eher einer Belagerung ausgesetzt und eher zugänglich scheint, erhebt sich eine Burg auf einem breiten Mound, verstärkt durch Mauern und Zinnen, Türme und verschiedenes Gerät, das die Annäherung durch den Feind verhindert.“ Nach seiner Festnahme 1141 wurde Stephan in Bristol Castle eingesperrt, bis Robert of Gloucester ebenfalls gefangen genommen worden war und ein Austausch der Gefangenen stattfand.
Burg und Titel des Earls of Gloucester fielen nach Roberts Tod an seinen Sohn, William FitzRobert. Als Heinrich der Jüngere und seine Brüder Richard und Geoffrey 1173 gegen König Heinrich II. rebellierten, unterstützte Earl William ihre Sache. Die Rebellion wurde im Folgejahr niedergeschlagen und Earl William wurde durch Entzug von Bristol Castle bestraft, das unter königliche Kontrolle kam. Es wurde zu einer der wichtigsten königlichen Burgen im Land. König Heinrich III., der auf Bristol Castle erzogen wurde, investierte viel Geld in die Burg und ließ eine Barbakane vor dem Westtor, einen Torturm und einen Rittersaal hinzufügen. Ab 1224 war Eleonore von der Bretagne in der Burg unter relative komfortablen Umständen interniert und wohnte im Donjon.
Die beiden jungen Söhne von Dafydd ap Gruffydd, die letzten Prinzen des Königreichs Gwynedd, wurden nach der Eroberung von Wales durch den englischen König Eduard I. im Jahre 1283 lebenslang in Bristol Castle eingesperrt. William le Scrope, Sir John Bussy und Sir Henry Green wurden dort im Juni 1399 vom Duke of Hereford, der bald König Heinrich IV. werden sollte, ohne Gerichtsverhandlung hingerichtet, nachdem letzterer aus dem Exil zurückgekehrt war.
Die erste detaillierte Beschreibung der Burg stammt von 1480. Um 1540, als der Geschichtswissenschaftler John Leland Bristol Castle besuchte, zeigte die Burg schon Zeichen von Vernachlässigung. Sie hatte „zwei Höfe und im Nordwestteil des äußeren Hofes ist ein großer Donjon mit einem Kerker, von dem man sagt, er sei aus Steinen gebaut worden, die der rote Earl of Gloucester aus Caen in der Normandie gebracht habe. Im anderen Hof befinden sich eine attraktive Kirche und viele Wohngebäude mit einem großen Tor an der Südseite, einer steinernen Brücke und drei Wällen am linken Ufer, das zur Mündung des Frome führt. Viele Türme stehen noch in beiden Höfen, aber sie sind alle stark einsturzgefährdet.“ Im 16. Jahrhundert wurde die Burg nicht mehr genutzt, aber die Stadtverwaltung hatte keinerlei Kontrolle über den königlichen Besitz und der Bereich wurde zu einem Unterschlupf für Gesetzesbrecher. 1630 kaufte die Stadt die Burg, und als der englische Bürgerkrieg ausbrach, schlug sich die Stadt auf die Seite der Parlamentaristen und ließ die Burg teilweise reparieren. Aber royalistische Truppen besetzten Bristol und anschließend ordnete Oliver Cromwell die Schleifung der Burg an.
Die Burg wurde laut Millerd's Map of Bristol (siehe oben rechts) 1656 abgerissen. Ein achteckiger Turm blieb erhalten, bis auch dieser 1927 abgerissen wurde. Samuel Loxton erstellte 1907 eine Skizze davon. Es gibt einige Überreste der Banketthalle, die in ein Gebäude integriert wurden, das heute noch steht und Castle Vaults heißt. 1938 dienten die Castle Vaults als Tabakladen.
Der Burggraben wurde 1847 abgedeckt, existiert aber heute noch und ist größtenteils schiffbar. Er befindet sich unter dem Castle Park und ergießt sich in den Floating Harbour. Der westliche Teil des Grabens ist trocken. Ein Ausfalltor in den Graben bei der Peterskirche ist bis heute erhalten.
Das Gelände wurde für Handel und Gewerbe zugänglich gemacht und später, im Zweiten Weltkrieg, durch den Bristol Blitz zerstört. Nach dem Krieg wurde daraus eine öffentliche Grünanlage, der Castle Park.
Ein 16 Meter langer Ausfalltunnel verläuft unter dem Südwestteil der Burg.

## Heute
Die Überreste von Bristol Castle gelten heute als Scheduled Monument.